# 麥考蓮
麥考蓮 CM OOnt（1921年2月14日—2023年1月29日），原名音譯為黑茲爾·麥卡利恩，加拿大政治人物，1978年至2014年間任職第五任安大略省密西沙加市長，為該市歷來在任時間最長的市長，任內見證該市從多倫多以西鄉郊小城蛻變成以人口計算全國第六大和安省第三大城市，並以其強悍且直言不諱的政治作風取得外號「颶風黑茲爾」。

## 早年生活和事業
她本名黑茲爾·朱諾（Hazel Journeaux），1921年在魁北克省加斯佩半島的丹尼爾港出生，有兩兄兩姊，父親為漁業和裝罐公司東主，母親則為家庭主婦並打理家族農場。她從魁北克城中學畢業後，於該市和蒙特婁秘書學校修讀。
她在丹尼爾港成長時已開始打冰球，在蒙特婁期間則效力職業女子冰球隊，每場賽事獲得五加元酬勞。她本希望上大學，但家人未能負擔學費。她遂晉身職場，加入工程及承判公司加拿大凱洛格（Canadian Kellogg）的蒙特婁辦公室，1942年調派到多倫多，協助凱洛格在該市設立辦公室。
她於1951年在多倫多教會結識山姆·麥卡利恩（Sam McCallion），兩人於同年9月29日結婚，並獲他父母送贈一片位於皮爾縣斯特里茲維爾（Streetsville）的土地作結婚禮物。兩人育有三名子女，婚姻一直維持至山姆於1997年去世為止。兒子彼得（Peter McCallion）曾於2022年市選競逐密西沙加市議會第9號市選區議席，但未有當選。

## 從政

### 晉身政治
麥考蓮於1964年競逐斯特里茲維爾副長官但敗選；她認為自己選情受他人的「骯髒手段」所影響。她後出任斯特里茲維爾規劃局主席，1967年當選副長官，翌年則出任長官，1970年-73年間任斯特里茲維爾鎮長。1970年代初，省政府改革省內行政區劃，當中包括將斯特里茲維爾鎮與密西沙加鎮和祈德港鎮（Port Credit）合併成新的密西沙加市。麥考蓮大力反對該項建議，但地區行政事務最終屬省政府管轄，該項合併遂於1974年落實進行。她於同年市選競逐密西沙加市議員職務並告當選，再於1976年市選在無競爭對手下連任其選區市議員。

### 密市市長

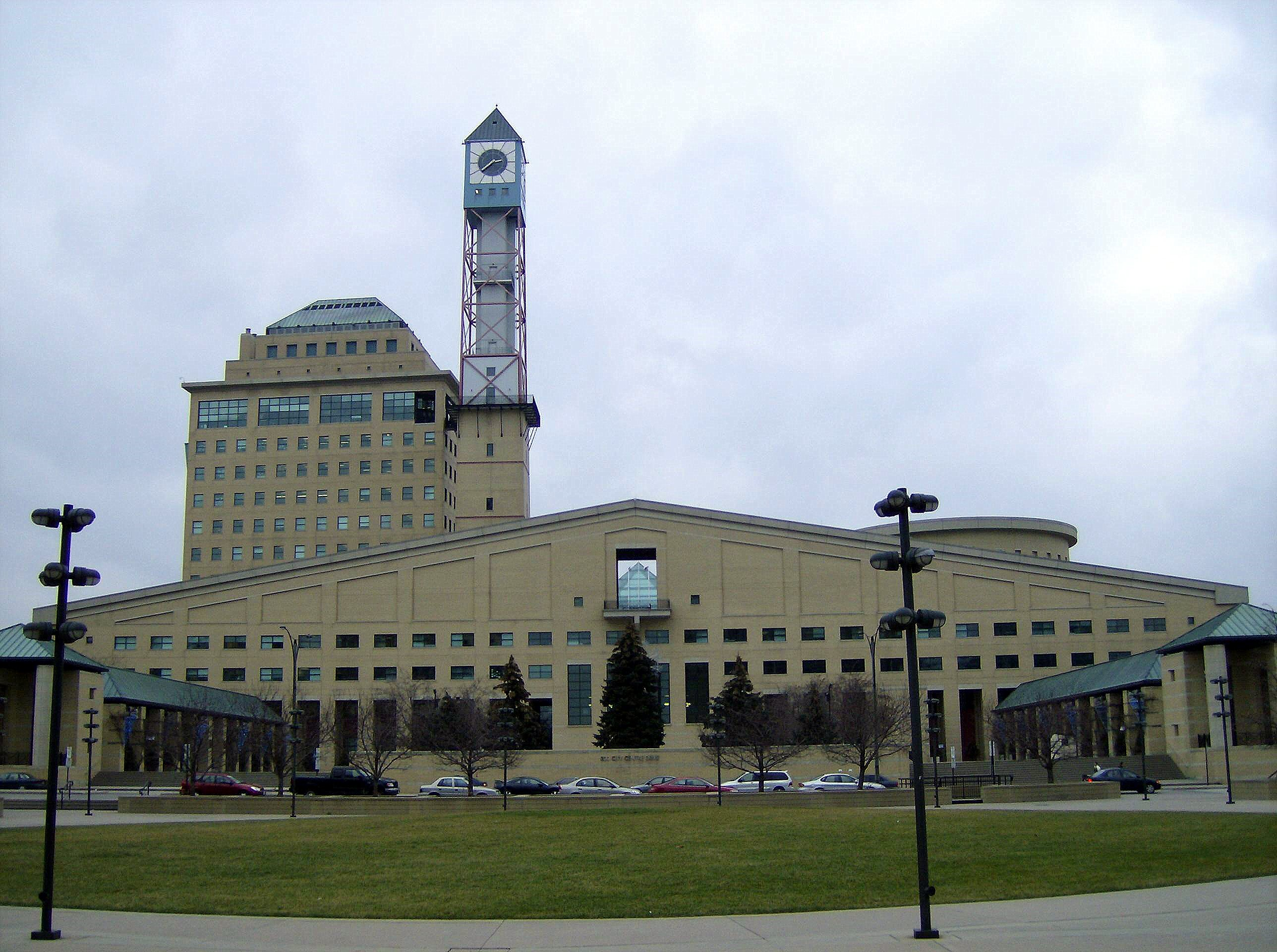
密西沙加市政中心在麥考蓮任內於1987年落成啓用

麥考蓮於1978年市選改為競逐密西沙加市長職務，並以約三千票之差擊敗尋求連任的瑟爾（Ron Searle）。她就任市長數個月後便經歷1979年密西沙加火車出軌事故所考驗；一列運載有毒化學品的加拿大太平洋鐵路火車在美維斯道（Mavis Road）附近出軌，引發爆炸和大火。有恐氯氣雲霧覆蓋密市，麥考蓮聯同皮爾區警察局和其他政府部門合力協調疏散市內約20萬名居民。事故中無人死亡或受重傷，而麥考蓮臨危不亂且決策果斷的表現亦獲得好評。
瑞內·勒維克領導下的魁人黨贏取1976年魁北克省省選後，大批英語系魁北克省民遷居大多倫多地區。麥考蓮任職市長下的密西沙加亦受惠其中，密市在其任內從一系列鄉郊村鎮發展成加拿大人口最多的城市之一。她對發展商採開放方針，推動全市均衡發展，藉此換取發展商繳納稅項，從而興建圖書館和社區中心等文康設施，而市府的充裕庫房亦讓她一度凍結市內物業稅達十年之久。她任內密市的發展偏向低密度，遂被部分城市發展評論員稱為「城市蔓延女王」（"Queen of Sprawl"），但她謂這種發展是徇眾所求。
她於1992年設立大多倫多地區市鎮長官聯席會，並出任其主席至2000年。該會由區內30名市鎮長官、大多倫多市主席和四名區域主席組成，以求在與大多倫多地區未來發展相關的關鍵議題上發揮影響。
麥考蓮多年來一直輕鬆連任市長，在1997年、2000年和2003年市選贏取九成以上選票，有兩次市選更在無競爭對手下自動連任。然而她連年當選亦導致選民冷漠；她參與的最後五屆市長選舉中平均投票率僅有25.5%。她不進行競選活動，亦拒絕收受政治捐款，反而鼓勵支持者將款項捐贈予慈善機構。她於2012年的薪金達18萬7057元，為全國薪金第三高市長。
她於2010年10月市選中順利連任，展開第12屆市長任期，期間宣布不會在2014年市選競逐連任，並支持市議員和前國會下議院議員康寶麗競選。康寶麗於2014年市選中勝出，接替麥考蓮出任市長。

### 利益衝突指控
1980年代初密市議會討論發展市內約3800英畝土地，當中包括麥考蓮和丈夫持有的五英畝地皮。麥考蓮雖沒有參與表決與她地皮相關的決議，但仍有出席表決進行前的辯論。她於1982年被判違反市鎮利益衝突法案，但主審法官指她較早前已申報利益且沒有從中得益，因此未有褫奪其職務，而安大略上訴庭後亦維持原判。
2007年，麥考蓮出席皮爾區議會會議時參與表決，通過增加區內發展費，但發展商若能在界定限期前遞交完整工地計劃，以及申請並獲發建築許可證的話，便可繳交加價前的較低款項。當時她兒子彼得持有八成股權的世界級發展有限公司（World Class Developments）計劃在密市中心一號廣場附近興建住宅、酒店和會議中心；上述表決可讓該公司節省1100萬元開支，但項目最終告吹。密西沙加市政府就此於2009年展開調查，聽取35名證人作供。法官康寧漢（Douglas Cunningham）於2011年10月發表報告，指麥考蓮對項目有「確實且明顯的利益衝突」。她堅持自己有遵守利益衝突法，並無意下台。
密西沙加市民哈茲尼（Elias Hazineh）就此入禀法庭，控告麥考蓮違反市鎮利益衝突法案。法官斯普羅特（John Sproat）於2013年6月公布裁決，指世界級發展有限公司未有在界定限期前遞交完整工地計劃，因此不符合繳交較低款項的條件。他遂裁定該公司未有從麥考蓮的表決中獲取財務利益，並撤回這宗訴訟，她因此得以留任市長。

### 政治立場
安大略省市級政治普遍不由政黨主宰，而麥考蓮多年來亦以獨立候選人身份競選。她偶爾被形容為小寫「c」保守人士（即不一定為保守黨黨員的保守人士），2018年省選中曾支持福特領導的安省進步保守黨，但過去亦曾支持安省自由黨和聯邦自由黨（包括2014年省選和2015年聯邦大選）。她亦曾於1982年被遊說參選安省自由黨黨魁，2013年則支持韋恩競選該黨黨魁。被問及她為何無意參與聯邦或省級選舉時，她指自己難以跟隨政黨紀律，轉換陣營之頻密足以磨損議會地氈。她又稱市級政治最貼近民眾且令她有所作為，遂為最能令她滿足的政府層面。
麥考蓮是首批公開支持巴勒斯坦立國的加拿大政治人物之一；她於1983年出席加拿大阿拉伯聯會周年大會時表示巴勒斯坦人「需要並值得擁有自己的國家」。

## 晚年生活、去世

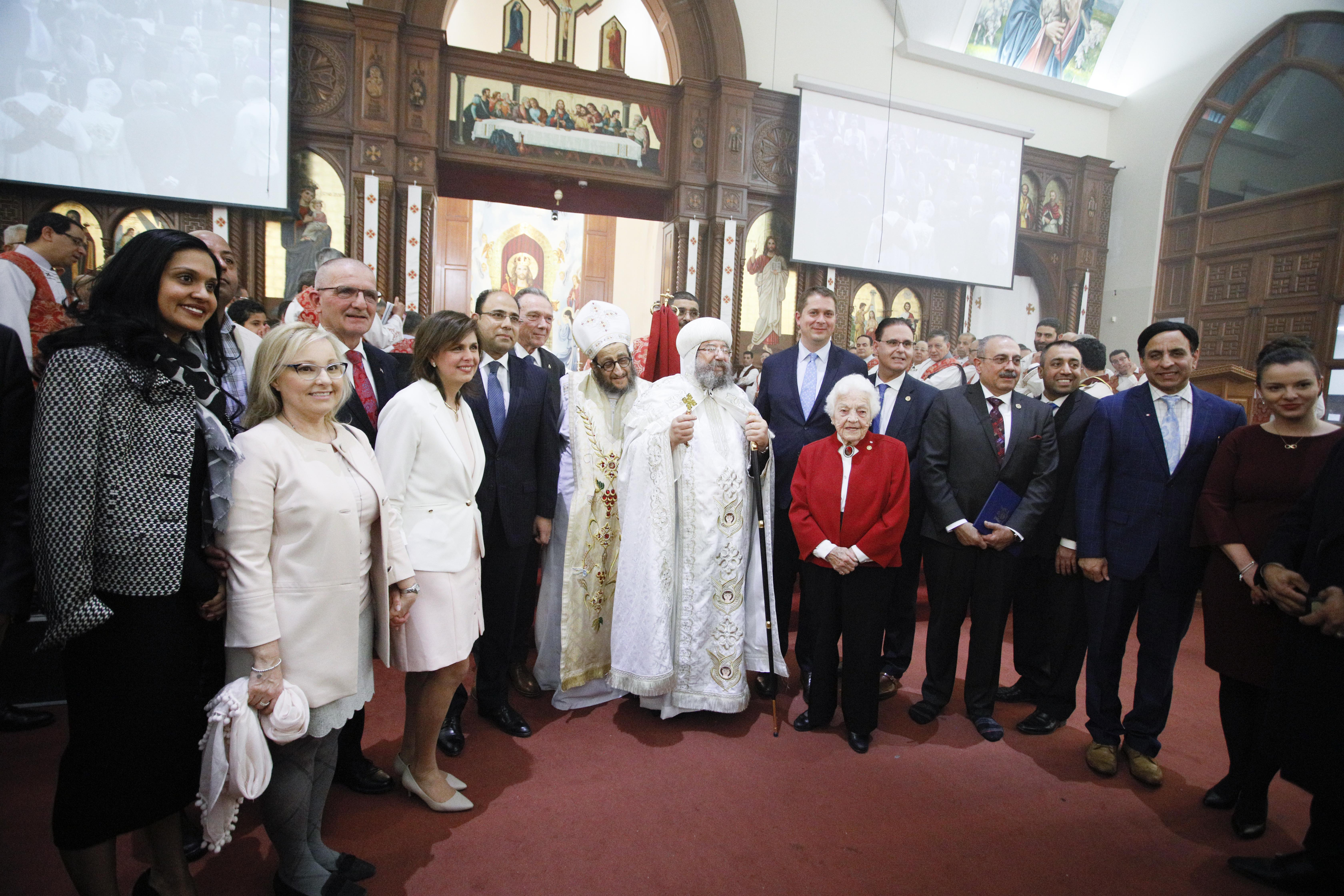
2019年的麥考蓮（圖中，穿紅色外套）

麥考蓮於2015年2月獲任為多倫多大學密西沙加分校特別顧問，就該校策略發展提供意見。她亦從2016年起出任舍里丹學院首任校監，以配合該校升格為大學的長遠目標。她於2017年成為大多倫多機場管理局董事會成員，2022年4月續約三年。省長福特於2019年1月任命她為省政府特別顧問，就一系列城鎮議題向城鎮事務廳長和福特提供意見，但被她婉拒。她後於2022年10月獲福特任為金馬蹄地區綠化地帶委員會主席，2023年1月表態支持福特從綠化地帶抽出土地興建房屋。
2023年1月29日，她因胰臟癌在家中去世，享年101歲。她的靈柩於同年2月12日至13日停放於密西沙加市政中心供民眾憑弔，葬禮則於同月14日（即她生忌）在密西沙加派拉蒙美食體育館以省級葬禮規格進行，出席者包括在任總理賈斯汀·杜魯多、前總理讓·克雷蒂安和省長福特。

## 榮譽

### 殊勳
| 綬帶 | 勳章                           | 注釋                                                                 |
|      | 加拿大員佐勳章（C.M.）         | - 2005年6月29日頒發 - 2005年11月18日敘任                             |
|      | 安大略省勳章（O.Ont.）         | - 2020年頒發                                                         |
|      | 伊利沙伯二世金禧獎章（加拿大） | - 2002年頒發                                                         |
|      | 伊利沙伯二世鑽禧獎章（加拿大） | - 2012年頒發                                                         |
|      | 聯邦德國一等功績十字勳章       | - 1999年頒發，以表揚她引領德國企業在加拿大經商的貢獻                 |
|      | 勳四等旭日小綬章               | - 2014年頒發，以表揚她支持日本企業在密西沙加經商和促進加日關係的貢獻 |

### 其他獎項
- 國際經濟發展委員會（英语：International Economic Development Council）公共服務領袖獎（2003年）[63][65]
- 全球最佳市長（英语：World Mayor）第二名（2005年）[66]
- 安大略專業工程師協會主席獎（2007年）[67]
- 密西沙加市政府城市鑰匙（2017年）[68]

### 名譽學位
| 地區     | 日期   | 院校       | 學位             |
| -------- | ------ | ---------- | ---------------- |
| 安大略省 | 2010年 | 多倫多大學 | 法學博士（LL.D） |
| 安大略省 | 2019年 | 懷雅遜大學 | 法學博士（LL.D） |

### 以她命名的事物
- 安大略省密西沙加：麥考蓮高等公立學校[71]
- 安大略省密西沙加：多倫多大學密西沙加分校麥考蓮學術中心[72]
- 安大略省密西沙加：美善醫院麥考蓮心臟健康中心[73]
- 安大略省密西沙加：舍里丹學院（英语：Sheridan College）麥考蓮校園[74][75]
- 安大略省密西沙加：密西沙加圖書館系統（英语：Mississauga Library System）麥考蓮中央圖書館（2021年）[76]
- 安大略省密西沙加/賓頓：麥考蓮線（英语：Hazel McCallion Line）輕軌運輸[77]

### 引用書籍
- Urbaniak, Tom. . Toronto, Ontario: University of Toronto Press. 2009. ISBN 978-0-8020-9902-0.

## 外部連結
- 维基共享资源上的相關多媒體資源：麥考蓮